# Merjoyo
Merjoyo is een bestuurslaag in het regentschap Kediri van de provincie Oost-Java, Indonesië. Merjoyo telt 1744 inwoners (volkstelling 2010).